# Cyclosorus fukienensis
Cyclosorus fukienensis är en kärrbräkenväxtart som beskrevs av Ren-Chang Ching. Cyclosorus fukienensis ingår i släktet Cyclosorus och familjen Thelypteridaceae. Inga underarter finns listade.